# Test Department
A Test Department (rövidítve Test Dept.) egy angol indusztriális (ipari) zenét játszó együttes. Tagok: Graham Cunnington, Paul Jamrozy, Jonathan Toby Burdon, Paul Hines, Angus Farquhar, Alistair Adams, Neil Starr, John Eacott, Andy Cowton, Tony Cudlip, David Coulter, Gus Ferguson és Martin King. 1981-ben alakultak meg New Cross-ban. Zenéjükben olyan hangszerek fordulnak meg, mint a skót duda. Érdekesség, hogy nem használnak gitárokat zenéjükben. Az évek során egyszer már feloszlottak. Először 1981-től 1997-ig működtek, majd 2016-ban újból összeálltak (Test Dept Redux néven), és a mai napig működnek.
A Test Dept. zenéje különleges, hiszen nem használnak gitárokat, viszont annál több skót dudát és tipikus "ipari effekteket" is hallhatunk az együttes dalai során. Dalaik során éneklés helyett beszéd hallható. A Test Dept készített egy lemezt a Dél-Walesi Bányász Kórussal is 1984-ben, amikor a bányászok sztrájkoltak. Az industrial metal műfaj egyik úttörőjének számít a zenekar, és kultikus státuszt értek el a rajongók körében.
1985-ben Magyarországon is felléptek (Szegeden és a budapesti Petőfi Csarnokban). 2019 november 7-én pedig a budapesti A38 Hajón tették tiszteletüket.

## Diszkográfia/Stúdióalbumok
- History (The Strength Of Metal In Motion) (limitált kazetta) (1982)
- Strength Of Metal In Motion (1983)
- Beating the Retreat (1984)
- Ecstasy Under Duress (1984)
- Shoulder to Shoulder (1985)
- The Unacceptable Face Of Freedom (1986)
- A Good Night Out (1987)
- Terra Firma (1988)
- Gododdin (1989)
- Materia Prima (1990)
- Pax Britannica (1991)
- Totality (1995)
- Tactics for Evolution (1998)
- Disturbance (2019)[1]